# Katyčiai
Katyčiai (pol. Kotyca) – miasteczko na Litwie w okręgu kłajpedzkim, w rejonie szyłokarczemskim, zamieszkane przez 737 mieszkańców (2001).
Miasteczko należało do Prus w latach 1555-1920 i nosiło niemiecką nazwę Coadjuthen (lub na niektórych mapach jako Koadjuthen). Przejściowo w granicach Rzeczypospolitej po Hołdzie Pruskim m.in. pod nazwą Kotyca. W latach 1920-1923 Kotyca należała do Kraju Kłajpedzkiego. W 1923 roku, wraz z całym okręgiem Kłajpedy, została włączona do Litwy. W marcu 1939 roku Kotyca została anektowana przez III Rzeszę wraz z terytorium Kłajpedy. W latach 1945-1991 w granicach Litewskiej SRR. Miejscowość otrzymała własny herb w roku 2011.